# Marie Söderström-Lundberg
Marie Söderström-Lundberg, född 21 oktober 1960, är en svensk före detta friidrottare (långdistanslöpare) som tävlade för Hässelby SK. Hon utsågs år 2003 till Stor Grabb/tjej nummer 476.

## Karriär
Söderström-Lundberg deltog i maraton vid EM 2002 i München och lyckades med säsongsbästa 2:36:13 knipa en sjundeplats.
Vid VM i Edmonton 2001 sprang Söderström-Lundberg den 12 augusti i maraton in på en 24:e plats med tiden 2:35:00.
Vid VM 2003 i Berlin den 31 augusti sprang hon i maraton in på en 26:e plats med tiden 2:32:27.

## Personliga rekord
| Utomhus - 3 000 meter – 9:25,24 (Högby 13 juli 1999) - 5 000 meter – 16:10,29 (Stockholm 26 juli 1998) - 10 000 meter – 33:25,60 (Helsingfors, Finland 29 augusti 1998) - 10 km landsväg – 33:53 (Eksjö 25 maj 2001) - 2 000 meter hinder – 7:44,02 (Huddinge 11 juni 2006) - Halvmaraton – 1:12:16 (Göteborg 5 maj 2001) - Maraton – 2:31:28 (Stockholm 9 juni 2001) |